# Tomte
Tomte fue una banda alemana de rock originaria de Hamburgo. Su música es descrita como soft rock, con un poco de influencia punk, y muchos los consideran parte de la "Hamburger Schule" (La escuela indie de Hamburgo). 

## Biografía
Su primer EP tuvo el nombre de Blinkmuffel , que salió al mercado en 1996. Dos años después, Tomte saca su primer álbum Du weißt, was ich meine ("Tu sabes a que me refiero"). Después siguieron una tendencia de sacar un álbum cada dos años, Eine sonnige Nacht ("Una noche soleada") salió al mercado en el 2000. Después de esto el bajista Christian Stemmann dejó la banda.
Después Tomte saco otro álbum en el 2003 Hinter all diesen Fenstern ("Detrás de todas estas ventanas"). Este álbum tenía dos sigles, Schreit den Namen meiner Mutter ("Griten el nombre de mi madre"), "Die Bastarde, die dich jetzt nach Hause bringen" ("Los bastardos que te trajeron ahora a casa").
Su último álbum, Buchstaben über der Stadt ("Letras sobre la ciudad") salió al mercado en el 2006. Fue uno de los álbumes más vendidos en Alemania en el 2006. El primer sencillo fue "Ich sang die ganze Zeit von dir" ("Canto todo el tiempo sobre ti"). Otros singles del álbum fueron "New York" y "Norden der Welt" ("Norte del mundo").
La banda anunció su separación en el 2013 y fue anunciada por el miembro Thees Uhlmann.

## Discografía
- 1996: Blinkmuffel EP
- 1998: Du weißt, was ich meine
- 2000: Eine sonnige Nacht
- 2003: Hinter all diesen Fenstern
- 2006: Buchstaben über der Stadt
- 2008: Heureka

## Sencillos
- 2003: Schreit den Namen meiner Mutter
- 2004: Die Bastarde, die dich jetzt nach Hause bringen
- 2006: Ich sang die ganze Zeit von dir
- 2006: Norden der Welt (lanzamiento solo por radio)
- 2006: New York (disponible únicamente como descarga)
- 2008: Der letzte große Wal
- 2008: Heureka (disponible únicamente como descarga)
- 2009: Wie siehts aus in Hamburg? (disponible únicamente como descarga)